# Świdwiński

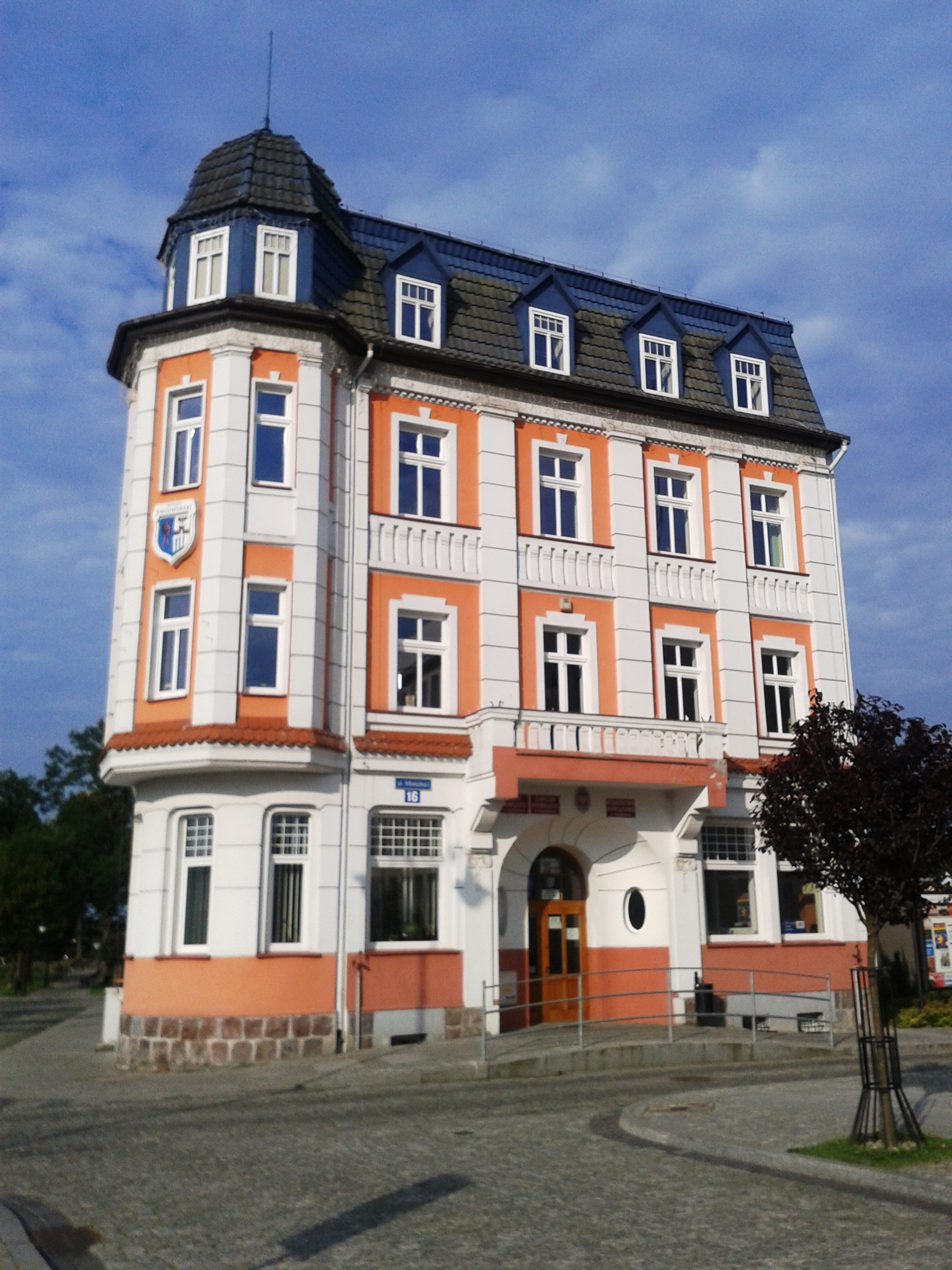
Świdwin - huyện

Świdwiński là một huyện thuộc tỉnh Zachodniopomorskie của Ba Lan. Huyện có diện tích 1093 km². Đến ngày 31.12.2012, dân số của huyện là 49181 người và mật độ 45 người/km².